# Nomada cordilabris
Nomada cordilabris là một loài Hymenoptera trong họ Apidae. Loài này được Schwarz mô tả khoa học năm 1990.